# Phytoptipalpus multistriatum
Phytoptipalpus multistriatum är en spindeldjursart som först beskrevs av Meyer 1979.  Phytoptipalpus multistriatum ingår i släktet Phytoptipalpus och familjen Tenuipalpidae. Inga underarter finns listade i Catalogue of Life.